# 국제 레즈비언 게이 바이섹슈얼 트랜스 인터섹스 협회
국제 레즈비언 게이 바이섹슈얼 트랜스 인터섹스 협회(International Lesbian, Gay, Bisexual, Trans and Intersex Association, ILGA)는 750개 이상의 레즈비언, 게이, 양성애, 트랜스젠더 관련 단체가 참여하는 국제적 협회이다. 성소수자의 권리를 위한 캠페인을 진행하며 유엔과 각국 정부에 청원을 위한 서명 운동 등의 활동을 하고 있다.